# Церква Кільсе-тубю
Церква Кільсе-тубю (також Церква на галявині Кільсе-тубю) — печерний храм XIV–XV століття, розташований у найближчій окрузі Мангупа в окремому уламку скелі на схилі балки Корув-дере («Загороджений яр»), або Кільседере («Церковний яр») на південному схилі масиву Чардакли-баїр, навпроти мису Чамну-бурун у верхів'ях Королезької долини. Назва пам'ятника М. Рєпніков передавав, як Кільсе-тубе, помилково вважаючи, що має бути Кільсе-тепе — «Печерний храм», оскільки топонімічні словники трактують «тубе — тубю», як «низ, дно».

## Опис
Печерна церква на галявині Кільсе-тубю, внутрішніми розмірами 5,34 на 2,8 м і висотою до 2,4 м, вирубана в скельному останку заввишки до 5,0 м — один нефний храм з однією апсидою, складається з двох основних літургійних зон — вівтаря і нефа (наоса). Вхід розташований у північній стіні церкви; в даний час він значно зруйнований і частково замурований кам'яною кладкою з необробленого каміння, але збереглися пази для встановлення дерев'яної дверної коробки. Підлога (передбачається, що під час функціонування храму вона була дерев'яною) і стеля, нерівна, з вибоїнами. Розміри трохи закругленої апсиди, орієнтованої на південний схід — 2,0 на 2,5 і на 2,0 м. В апсиді, за 40 см від південно-східної стіни, вирубані чотири невеликі квадратні гнізда по краях і одне в центрі під прямокутне основа престолу (60 на 40 см). Автори роботи «Печерні храми Таврики: до проблеми типології та хронології» вважають, що єдине можливе місце для розміщення протесису (жертовника) у храмі — вікно у північній стіні апсиди. Це, а також наявність розпису дозволяє давтувати храм періодом VIII–XII століття.
Вівтарна частина була прикрашена фресками із зображенням сцени Деісуса — зображення Ісуса Христа на троні в центрі, з його боків — св. Івана Предтечі та Богоматері з сувоєм із залишками написи грецькими літерами. На сьогоднішній день розпис практично не зберігся, фрагментами проглядається на площі близько 3 м² — сліди зображення Богоматері з сувоєм. Під час обстеження у 2018 році Ю. Могаричовим та А. Єргіною було встановлено, що фрески нещодавно були кимось «вимиті» водою із застосуванням губки від кіптяви, внаслідок чого відбулося відшарування штукатурного шару від скельної основи, барвистий шар орнаменту став тьмяним, залишився лише підмальовок, у ряді місць розпис знищений повністю. На стінах усередині приміщення є значні тріщини, у південно-західній частині стелі утворився провал, що свідчить про можливу швидку руйнацію пам'ятки.
Пам'ятник відомий з 1870-х років, проте його комплексного архітектурно-археологічного вивчення ніколи не проводилося. Єдиний опис храму було складено в 1939–1940 роках М. Рєпніковим, який обстежив пам'ятник у процесі археологічних розвідок, що проводилися співробітниками Ескі-Керменської археологічної експедиції. Вчений попередньо датував церкву періодом у межах кінця XIV — початку XV століття.
…в одиночному камені печерний храм, прямокутний у плані форми. У північній стіні прорубане велике квадратне вікно, а в західному кінці сильно зруйновані двері, які мали дерев'яну коробку (пази). В апсиді залишки сильно закоптілої фрески — Деісус на синьому тлі. Узлісся широкою кіноварною облямівкою. Христос сидить на престолі. Богоматір і Предтеча на зріст. Час стінопису — кінець XIV або початок XV ст.
1996 року А. Герценим та Ю. Могаричовим виконані внутрішні обміри пам'ятника, але його повної розчищення; археологи також визначили вік пам'ятника XIV–XV століттям. Нижче храму розташовувалося невелике поселення, за знахідками кераміки датоване Репниковим XIII–XV століттям. Також ним було виявлено гончарний водогін «…з добре обпаленої глини, жовтого кольору», що йде в район храму зверху дном яру.